# Natuurkundig Genootschap der Dames
Het Natuurkundig Genootschap der Dames te Middelburg (ook wel Het Middelburgse Damesphysica genoemd) was een genootschap van dames dat bestond van 1785 tot 1887. Dit genootschap was het eerste natuurwetenschappelijke genootschap ter wereld dat zich uitsluitend op vrouwen richtte. Doel was het bestuderen van de natuurkunde door lezingen en proeven, waartoe docenten werden ingehuurd en apparatuur werd aangeschaft. 

## Oprichting
Het genootschap werd opgericht tijdens de Verlichting in navolging van de vele Nederlandse achttiende-eeuwse wetenschappelijke genootschappen, zoals het Bataafsch Genootschap der Proefondervindelijke Wijsbegeerte (1769), het Natuurkundig Gezelschap te Utrecht (1777), en het Natuurkundig Gezelschap te Middelburg (1780). De leden van het Natuurkundig Genootschap der Dames kwamen vooral uit gegoede regentenfamilies uit Middelburg en omstreken. Omdat het plaatselijke Natuurkundig Gezelschap geen vrouwen toeliet, werd tot de oprichting van een afzonderlijk genootschap uitsluitend voor vrouwen besloten. Jacoba van den Brande werd de eerste directrice.

## Docenten en lesstof
De eerste docent was de predikant Christophorus Henricus Didericus Buys Ballot (1741 - 1797), vader van de chemicus en meteoroloog Christoforus Buys Ballot. Na het overlijden van Ballot senior werd hij opgevolgd door Johan de Kanter Phzn. De lessen volgden aanvankelijk grotendeels de Natuurkundige lessen van Jean-Antoine Nollet (Franse uitgave 1743-1764, Nederlandse vertaling 1759-1767 (1772)).